# Presidente Prudente (gemeente)
Presidente Prudente is een gemeente in de Braziliaanse deelstaat São Paulo. De gemeente telt 207.725 inwoners (schatting 2009).
De plaats is de zetel van het rooms-katholieke bisdom Presidente Prudente.

## Aangrenzende gemeenten
De gemeente grenst aan Adamantina, Alfredo Marcondes, Álvares Machado, Anhumas, Caiabu, Flora Rica, Indiana, Mariápolis, Pirapozinho, Regente Feijó en Santo Expedito.

## Geboren
- Murilo de Almeida (1989), voetballer
- Abner Vinícius (2000), voetballer